# Wilhelm Antoni Delfaut
Wilhelm Antoni Delfaut SJ, (fra.) Guillaume-Antoine Delfaut (ur. 5 kwietnia 1733 w Daglan, zm. 2 września 1792 w Paryżu) – błogosławiony Kościoła katolickiego, męczennik, ofiara prześladowań antykatolickich okresu francuskiej rewolucji.

## Życiorys
Do Towarzystwa Jezusowego wstąpił 21 października 1752 w Tuluzie. Studia teologiczne rozpoczął w 1761 w Tournon. Po kasacie zakonu, w 1762 roku powrócił do diecezji, w której się urodził i kontynuował studia w seminarium diecezjalnym. W dwa lata później przyjął święcenia kapłańskie i podjął działalność dydaktyczną w Sarlat-la-Canéda. Od 1789 roku zasiadał w Stanach Generalnych, gdzie reprezentował diecezję. Był autorem opublikowanych pism polemicznych, a także listu otwartego, w którym poddał krytyce ruch antykatolicki. W styczniu 1791odmówił złożenia przysięgi konstytucyjnej i opublikował antyrewolucyjne oświadczenie. Aresztowany został 10 sierpnia u eudystów. Był jedną z ofiar tak zwanych masakr wrześniowych, w których zginęło 300 duchownych i jednym z zamordowanych w klasztorze karmelitów 2 września 1792 roku.
Dzienna rocznica śmierci jest dniem kiedy wspominany jest w Kościele katolickim.
Wilhelm Antoni Delfaut znalazł się w grupie 191 męczenników z Paryża beatyfikowanych przez papieża Piusa XI 17 października 1926.